# Nor Loch

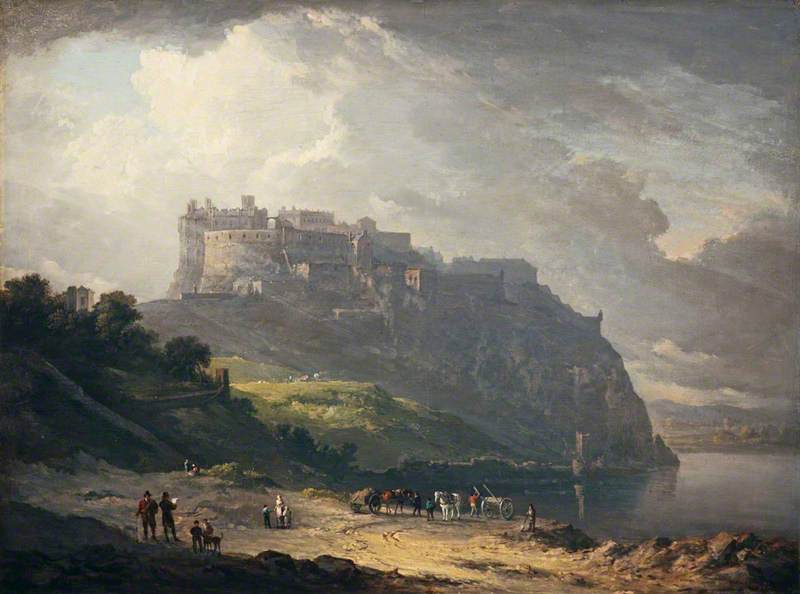
Le Nor Loch et le château d'Édimbourg au XVIIIe siècle représentés par le peintre par Alexander Nasmyth.

Le Nor Loch (ou Nor' Loch, ou North Loch) est un ancien lac artificiel qui se situait dans la ville d'Édimbourg, en Écosse.

## Histoire
La vallée dans laquelle se trouvait le Nor Loch aurait accueilli un premier lac naturel environ 13 000 ans av. J.-C. après la fin de l'ère glaciaire. L'existence du Nor Loch n'est cependant attestée qu'à partir du XIVe siècle, ce qui tend à prouver que celui-ci est d'origine humaine et que le lac d'origine s'était asséché. Sa reconstitution aurait été ordonnée par le roi Jacques II afin de constituer un rempart naturel contre les invasions anglaises. 
Le Nor Loch devient rapidement le réceptacle des eaux usées et des déchets rejetés par les habitants d'Édimbourg. Ses berges acquièrent une mauvaise réputation et sont le théâtre de nombreux crimes. Certaines exécutions publiques s'y tiennent, notamment lors des procès en sorcellerie où les victimes sont noyées dans le loch.
L'assainissement du lac commence au XVIIIe siècle à l'initiative des élites de la ville. Les eaux sont progressivement drainées ce qui permet d'établir une jetée entre les deux rives. L'espace libéré sert à des projets de construction ainsi que de pâturage. Le Nor Loch disparaît définitivement au milieu du XIXe siècle.
Les jardins de Princes Street sont aménagés sur les pentes de l'ancien lac entre 1830 et 1876. Par ailleurs, le fond de la vallée accueille la gare d'Édimbourg-Waverley et le chemin de fer d'Édimbourg à Glasgow.